# ただいま絶好調!
『ただいま絶好調！』（ただいまぜっこうちょう）は、1985年4月16日から同年9月17日まで、テレビ朝日系列で放送されたテレビ朝日、石原プロモーション製作のテレビドラマである。放送時間は毎週火曜21:00 - 21:54(JST) 。

## 概要
アクション刑事ドラマ『西部警察』シリーズ終了から半年の期間を置いた後に石原プロモーションが製作した一話完結の連続ドラマ。スタッフやキャストの大半は『西部警察』シリーズと重なっている。舘ひろしのドラマ初主演作品。本作の放送の前年1984年後半にシングル「泣かないで」が大ヒットしたばかりの歌手・舘ひろしを全面に押し出し、音楽をテーマとした青春コメディではあるが、都心に残る昔ながらの下町を舞台にした人情喜劇と“金のためなら危ない橋も渡る”という従来のアクション探偵ドラマの要素も含まれている。
本作には出演していないが、生前の石原裕次郎が関わった石原プロ制作のテレビドラマとしては最後のものとなった。
本放送終了後、関東地区では1987年に一度だけ再放送された後はCS放送などの専門局での放送も行われておらず、長らく視聴が困難な状態となっていたが、2012年にDVDソフトが発売された。動画配信サイトの配信は今のところ予定はない。

## あらすじ
リードボーカル・戸川史郎（舘ひろし）を中心とする売れないロックバンドは、演奏練習活動の拠点として、新メンバーの高井マキ（松本伊代）の仲介でマキの叔父、鳴海（渡哲也）が持っているガレージを借りた。広大なガレージに入るトラックを改造したステージカーも購入して、それにちなんでバンド名をガレージ・バンドに変更したりと心機一転やる気満々。バンドの目標は大きく、売れてビッグになり、ニューヨークのマジソン・スクエア・ガーデンでワンマンコンサートをすること。その目標に向かって、メジャーデビューを目指し、来るべきバンドコンテスト「EastWest」に出場するため、ガレージで熱心に練習に励むが、キビしい現実としてガレージの賃貸料などバンドの運営費を稼ぐのに音楽活動とは関係ないアルバイトに追われる日々。しかも、バンドのマネージャーの柴田八郎、通称・ハチ（勝野洋）が持ってくる仕事は、目先の金に釣られてどれも問題を抱えているような無茶なものばかりで、一癖も二癖もある依頼人に翻弄されたり、失敗続きで余計問題を大きくしてしまう。それでもガレージ・バンドの面々の心意気に理解を示す鳴海とその仲間たちの協力もあって、義理と人情、そして根性で解決していく。

## 登場人物

### ガレージ・バンド
戸川史郎
演 - 舘ひろし
28歳。バンドリーダーで、VoとGt担当。マディソン・スクエア・ガーデンでのワンマンコンサートを夢見る。
名古屋の大病院の次男坊だが、両親の反対を押し切って音楽の道に入る。バンド活動以外は特に定職に就かず、パチンコで生計を立てていた。極端な惚れ症の上に金銭的な損得勘定を嫌うロマンチストで、バンドの利益よりも情を優先してしまうことが多い。
A級ライセンス保持者でテストドライバー経験を持ち、医学知識にも明るい。実兄（清水章吾）は浜松市内の病院に務める。
柴田八郎
演 - 勝野洋
28歳。バンドのマネージャーであり、史郎とは10年来の親友。スーパーのビラ配りから大学講義の代返、探偵まがいの調査など、バンド運営のためにメンバーたちに様々なアルバイトを持ち込む。
経営していた喫茶店を売却してウイング車を調達するなど、史郎たちの才能を高く評価しているが、本人は音楽をあくまでもビジネスと割り切っている面があり、史郎たちとは対立することも多い。
前田健三
演 - 太川陽介
本名：前田健。23歳。Gt担当。幼少時に両親と死別し、養護施設で育てられた。元フォークソング歌手で、普段はレコード店に勤務する。
若原剛志
演 - 西山浩司
19歳。B担当。史郎を「兄貴」と慕っている。実家は九州で農家を営んでいるが、冷害の影響で多額の負債を抱えてしまった。
松本昭
演 - 峰竜太
26歳。Ds担当。調子がよく、バンド内のムードメーカー役。普段は中華料理店でコック見習いとして働く。
高井マキ
演 - 松本伊代
18歳。伯父の伝手を利用し、Key担当として強引に加入した女子大生だが、音楽センスは一流。史郎に密かに想いを寄せている。

### 五番組
鳴海貴志
演 - 渡哲也
41歳。鳶職人衆「五番組」の頭であり、史郎たちが使用しているガレージの地主。マキの伯父でもある。
当初はバンドを“楽隊屋”などと呼んで揶揄していたが、メンバーたちとの交流を深めるうちに彼らを理解し、史郎たちを父親のように見守る。
10年前まで神奈川県警のマル暴刑事であり、地元のヤクザ衆にも顔が利く。殉職した元同僚の妻である礼子に対し、蔭で援助を続けていた。
秀
演 - 御木裕
25歳。五番組の若衆。普段は史郎たちを敵視しつつ、何かと協力している。血の気が多く、自らがトラブルの引き金となることも多い。
朝
演 - 山口弘和（コント山口君と竹田君）
竹田松太郎（松）
演 - 竹田高利（コント山口君と竹田君）
若衆の二人組。秀と同様にトラブルメーカーだが、義侠心と人情に厚い。
留
演 - 草薙良一
五番組若衆頭。
源
演 - 石山雄大
五番組番頭。

### その他
岡本礼子
演 - 多岐川裕美
29歳。史郎や鳴海たちの行きつけの小料理屋「小菊」のママ。
刑事だった亡夫の殉職以来、女手一つで息子の登を育てている。鳴海を密かに愛する。
岡本登
演 - 富田晋寛
小学一年生になる礼子の息子。ませた性格で、史郎の天敵。
秋本巡査
演 - 玉川良一
ガレージ近くの交番に勤務する純朴な中年警官。
服部
演 - なべおさみ
ガレージの借地権を持つスーパー「江戸屋」の社長秘書。金銭に汚い性格ながら、バンドには協力的な男。
高井富江
演 - 中村玉緒
マキの実母であり鳴海の実姉。鹿児島で酒蔵を経営し、鳴海ですら頭の上がらない女傑。地元名士の息子との見合いを取り付け、マキを強引に帰郷させようとする。

## 音楽
- オープニングテーマ - 「今夜はオールライト」唄・作曲：舘ひろし / 作詞：売野雅勇
- エンディングテーマ - 「流氷の街」唄：渡哲也 / 作詞・作曲：小椋佳

### 挿入歌
- 「泣かないで」唄・作曲：舘ひろし / 作詞：今野雄二、宮原芽映
- 「Dance A Way」唄・作曲：舘ひろし / 作詞：有川正沙子
- 「朝まで踊ろう」唄：舘ひろし / 作詞：たちひろし / 作曲：長戸大幸
- 「絹の夜」唄・作詞・作曲：舘ひろし

## 放映リスト
太字はセレクションDVD-BOX収録エピソード。
| 話数 | 放送日 (1985年) | サブタイトル           | 脚本            | 監督       | ゲスト出演者                               |
| ---- | --------------- | ---------------------- | --------------- | ---------- | ------------------------------------------ |
| 1    | 4月16日         | 十番街の野郎ども       | 柏原寛司        | 舛田利雄   | 中原理恵、原口弥生                         |
| 2    | 4月23日         | 旅芝居ロック一座       | 宮田雪          | 舛田利雄   | 大信田礼子、沢竜二、玉川伊佐男、ガッツ石松 |
| 3    | 4月30日         | 俺はロッキーだ         | 宮下隼一        | 小澤啓一   | 花沢徳衛、あき竹城、片岡五郎               |
| 4    | 5月7日          | 88回目の母の日         | 宮田雪          | 西村潔     | 浦辺粂子                                   |
| 5    | 5月14日         | 監獄ロック             | 大野武雄        | 小澤啓一   | 原田大二郎                                 |
| 6    | 5月21日         | あの娘は億万長者       | 椋露地桂子      | 西村潔     | 広田玲央名、睦五郎                         |
| 7    | 5月28日         | ザ・埋蔵金             | 新井光          | 村川透     | 登亜樹子、多々良純、天草四郎               |
| 8    | 6月4日          | 涙のリクエスト         | 大野武雄        | 村川透     | 牛原千恵、中山昭二、江幡高志               |
| 9    | 6月11日         | 突撃！フォーカス       | 新井光          | 西村潔     | 中尾彬、山岡八高、晴乃ピーチク             |
| 10   | 6月18日         | 影武者                 | 日暮裕一        | 西村潔     | 伊吹剛、藤木悠、ミッキー・カーチス         |
| 11   | 6月25日         | 真昼の決斗             | 宮田雪          | 小澤啓一   | ハナ肇、高城淳一                           |
| 12   | 7月2日          | 翔べ！ウイング車       | 新井光          | 小澤啓一   | 坂上味和、堺左千夫、天宮良                 |
| 13   | 7月9日          | 友情に乾杯！           | 香取俊介        | 西村昭五郎 | 阿部静江                                   |
| 14   | 7月16日         | 博多行き夜行列車       | 日暮裕一        | 西村昭五郎 | 親王塚貴子、横山あきお、横谷雄二           |
| 15   | 7月23日         | さらば幽霊おやじ       | 宮田雪          | 小原宏裕   | 小鹿番                                     |
| 16   | 7月30日         | 空かける父と子         | 新井光          | 小原宏裕   | 岡崎二朗、進千賀子                         |
| 17   | 8月6日          | UFOと女ごころ          | 折戸伸弘        | 江崎実生   | 三角八郎                                   |
| 18   | 8月20日         | ロード・ランナー       | 大野武雄        | 江崎実生   | 高品格                                     |
| 19   | 8月27日         | 博多の恋の物語         | 新井光          | 小澤啓一   | 吉田次昭                                   |
| 20   | 9月3日          | コンサート・イン・博多 | 宮田雪          | 小澤啓一   | 松崎しげる、河西健司、北城真記子           |
| 21   | 9月10日         | あの歌をもう一度       | 日暮裕一        | 小原宏裕   | 清水章吾、福家美峰                         |
| 22   | 9月17日         | アイラブ・ニューヨーク | 宮田雪 柏原寛司 | 小原宏裕   | チャック・ウィルソン、久和ひとみ           |

## スタッフ
- 制作 - 石原裕次郎（石原プロモーション）
- 企画 - 小林正彦（石原プロモーション）
- プロデューサー - 石野憲助、岩崎純（石原プロモーション）、星裕夫（テレビ朝日）
- スーパーバイザー - 吉見佑子
- 撮影 - 内田清美
- 照明 - 椎葉昇
- 美術 - 小林正義
- 録音 - 佐藤泰博
- 整音 - 小峰信雄
- 編集 - 渡辺士郎
- 助監督 - 森清和夫、竹安正嗣
- 記録 - 高山典子、石川恵与、内野敬子
- 俳優担当プロデューサー - 小島克己
- 製作担当 - 浅野謙治郎
- 音楽 - 羽田健太郎
- 音楽ディレクター - 鈴木清司
- 音楽プロデューサー - 中村進、木村嘉男
- 音響効果 - 小島良雄（東洋音響）
- プロデューサー補 - 仲川幸夫、高山正彦
- 現像 - 東洋現像所
- 技斗 - 高倉英二
- 衣裳協力 - テット・オム
- 協力 - 鈴木自動車工業、オートバックス、日本楽器製造、ファンハウス
- 制作協力 - 九州朝日放送、静岡けんみんテレビ
- 制作 - 石原プロモーション、テレビ朝日

## 映像ソフト
- 2012年8月1日、DVD「ただいま絶好調!セレクションBOX」がポニーキャニオンより発売された。4枚組で傑作選の16話分を収録。